# Countdown to Extinction Tour
El Countdown to Extinction Tour fue la gira musical realizada por la banda estadounidense de thrash metal Megadeth entre el 19 de enero de 1992 hasta el 13 de agosto de 1993.

## Historia
El álbum es hasta la fecha el trabajo más exitoso de la banda llegan al puesto N°2 del Billboard 200 y obteniendo el certificado de doble platino, con esta gira Megadeth se convirtió en unas de las bandas más importantes en la escena del metal, incluyendo una pequeña serie de conciertos con la banda Metallica la antigua banda de Dave Mustaine.

## Fechas
| Fecha                    | Ciudad           | País              | Lugar                                      |
| Norteamérica             | Norteamérica     | Norteamérica      | Norteamérica                               |
| ------------------------ | ---------------- | ----------------- | ------------------------------------------ |
| 19 de agosto de 1992     | Cleveland        | Estados Unidos    | Cleveland Music Hall                       |
| 22 de mayo de 1992       | Chicago          | Estados Unidos    | The Metro                                  |
| 23 de mayo de 1992       | Wisconsin        | Estados Unidos    | Alpine Valley Music Theatre                |
| Europa                   |                  |                   |                                            |
| 27 de junio de 1992      | Roskilde         | Dinamarca         | Roskilde Festival                          |
| Norteamérica             |                  |                   |                                            |
| 14 de julio de 1992      | Nueva York       | Estados Unidos    | National Video Center                      |
| 23 de julio de 1992      | Wisconsin        | Estados Unidos    | Alpine Valley Music Theatre                |
| 14 de agosto de 1992     | Los Ángeles      | Estados Unidos    | Arsenio Hall Show                          |
| Europa                   |                  |                   |                                            |
| 12 de septiembre de 1992 | Reggio Emilia    | Italia            | Monsters of Rock                           |
| 14 de septiembre de 1992 | Barcelona        | España            | Monsters of Rock                           |
| 17 de septiembre de 1992 | San Sebastián    | España            | Monsters of Rock                           |
| 18 de septiembre de 1992 | Madrid           | España            | Monsters of Rock                           |
| 19 de septiembre de 1992 | Zaragoza         | España            | Municipal Tent                             |
| 20 de septiembre de 1992 | Mulhouse         | Francia           | Le Phoenix                                 |
| 22 de septiembre de 1992 | París            | Francia           | Le Zénith                                  |
| 24 de septiembre de 1992 | Belfast          | Irlanda del Norte | Ulster Hall                                |
| 25 de septiembre de 1992 | Dublín           | Irlanda           | Point Theatre                              |
| 27 de septiembre de 1992 | Birmingham       | Inglaterra        | NEC Arena                                  |
| 28 de septiembre de 1992 | Plymouth         | Inglaterra        | Plymouth Pavilions                         |
| 29 de septiembre de 1992 | Londres          | Inglaterra        | Hammersmith Odeon                          |
| 30 de septiembre de 1992 | Londres          | Inglaterra        | Hammersmith Odeon                          |
| 1 de octubre de 1992     | Newport          | Gales             | Newport Centre                             |
| 3 de octubre de 1992     | Glasgow          | Escocia           | Barrowland                                 |
| 4 de octubre de 1992     | Newcastle        | Inglaterra        | Newcastle City Hall                        |
| 5 de octubre de 1992     | Mánchester       | Inglaterra        | Manchester Apollo                          |
| 6 de octubre de 1992     | Poole            | Inglaterra        | Poole Arts Centre                          |
| 7 de octubre de 1992     | Cambridge        | Inglaterra        | Cambridge Corn Exchange                    |
| 10 de octubre de 1992    | Helsinki         | Finlandia         | Jäähalli                                   |
| 12 de octubre de 1992    | Estocolmo        | Suecia            | Globen Annexet                             |
| 13 de octubre de 1992    | Oslo             | Noruega           | Sentrum Scene                              |
| 14 de octubre de 1992    | Copenhague       | Dinamarca         | KB Hallen                                  |
| 16 de octubre de 1992    | Genk             | Bélgica           | Limburghal                                 |
| 17 de octubre de 1992    | Sempach          | Suiza             | Festhalle                                  |
| 18 de octubre de 1992    | Festhalle        | Alemania          | Schwabenhalle                              |
| 19 de octubre de 1992    | Stuttgart        | Alemania          | Messe Congress Centrum B                   |
| 20 de octubre de 1992    | Hamburgo         | Alemania          | Docks                                      |
| 22 de octubre de 1992    | Berlín           | Alemania          | Huxley's Neue Welt                         |
| 23 de octubre de 1992    | Düsseldorf       | Alemania          | Philipshalle                               |
| 24 de octubre de 1992    | Arnhem           | Países Bajos      | Rijnhal                                    |
| 25 de octubre de 1992    | Bremen           | Alemania          | Stadthalle                                 |
| 26 de octubre de 1992    | Hanover          | Alemania          | Music Hall                                 |
| 27 de octubre de 199     | Núremberg        | Alemania          | Resi                                       |
| Norteamérica             |                  |                   |                                            |
| 31 de octubre de 1992    | Miami            | Estados Unidos    | Bayfront Park Amphitheater                 |
| 1 de noviembre de 1992   | Lakeland         | Estados Unidos    | Civic Center                               |
| 2 de noviembre de 1992   | Atlanta          | Estados Unidos    | Fox Theater                                |
| 5 de noviembre de 1992   | Virginia         | Estados Unidos    | Patriot Center                             |
| 6 de noviembre de 1992   | Pensilvania      | Estados Unidos    | Tower Theatre                              |
| 7 de noviembre de 1992   | Nueva York       | Estados Unidos    | Auditorium Theatre                         |
| 8 de noviembre de 1992   | Massachusetts    | Estados Unidos    | Centrum in Worcester                       |
| 9 de noviembre de 1992   | Nueva York       | Estados Unidos    | Mid-Hudson Civic Center                    |
| 11 de noviembre de 1992  | Nueva York       | Estados Unidos    | The Ritz                                   |
| 12 de noviembre de 1992  | Nueva York       | Estados Unidos    | The Ritz                                   |
| 13 de noviembre de 1992  | Nueva York       | Estados Unidos    | The Ritz                                   |
| 14 de noviembre de 1992  | Vermont          | Estados Unidos    | Memorial Auditorium                        |
| 15 de noviembre de 1992  | Montreal         | Canadá            | Auditorium de Verdun                       |
| 16 de octubre de 1992    | Toronto          | Canadá            | International Centre                       |
| 18 de noviembre de 1992  | Columbus         | Estados Unidos    | Veterans Memorial Auditorium               |
| 19 de noviembre de 1992  | Cleveland        | Estados Unidos    | Cleveland Music Hall                       |
| 20 de noviembre de 1992  | Toledo           | Estados Unidos    | Toledo Sports Arena                        |
| 21 de noviembre de 1992  | Míchigan         | Estados Unidos    | The Palace of Auburn Hills                 |
| 22 de noviembre de 1992  | Cincinnati       | Estados Unidos    | Cincinnati Gardens                         |
| 24 de noviembre de 1992  | Minnesota        | Estados Unidos    | Roy Wilkins Auditorium                     |
| 25 de noviembre de 1992  | Chicago          | Estados Unidos    | UIC Pavilion                               |
| 27 de noviembre de 1992  | Denver           | Estados Unidos    | Denver Coliseum                            |
| 28 de noviembre de 1992  | Salt Lake City   | Estados Unidos    | Salt Palace                                |
| 30 de noviembre de 1992  | Seattle          | Estados Unidos    | Seattle Center Arena                       |
| 1 de diciembre de 1992   | Vancouver        | Canadá            | PNE Forum                                  |
| 2 de diciembre de 1992   | Oregón           | Estados Unidos    | Salem Armory Auditorium                    |
| 4 de diciembre de 1992   | Daly City        | Estados Unidos    | Cow Palace                                 |
| 5 de diciembre de 1992   | Sacramento       | Estados Unidos    | ARCO Arena                                 |
| 6 de diciembre de 1992   | Fresno           | Estados Unidos    | Wilson Theatre                             |
| 7 de diciembre de 1992   | Phoenix          | Estados Unidos    | America West Arena                         |
| 8 de diciembre de 1992   | Albuquerque      | Estados Unidos    | Tingley Coliseum                           |
| 10 de diciembre de 1992  | Oklahoma City    | Estados Unidos    | Myriad Convention Center                   |
| 11 de diciembre de 1992  | Houston          | Estados Unidos    | Sam Houston Coliseum                       |
| 12 de diciembre de 1992  | Dallas           | Estados Unidos    | Bronco Bowl                                |
| 30 de diciembre de 1992  | Del Mar          | Estados Unidos    | Pat O'Brien Hall, Del Mar Fairgrounds      |
| 31 de diciembre de 1992  | Long Beach       | Estados Unidos    | Long Beach Arena                           |
| 3 de enero de 1993       | Las Vegas        | Estados Unidos    | Thomas & Mack Center                       |
| 4 de enero de 1993       | Arizona          | Estados Unidos    | Amigo Center                               |
| 5 de enero de 1993       | El Paso          | Estados Unidos    | The Special Events Center                  |
| 6 de enero de 1993       | San Antonio      | Estados Unidos    | Freeman Coliseum                           |
| 7 de enero de 1993       | Corpus Christi   | Estados Unidos    | Memorial Coliseum                          |
| 9 de enero de 1993       | Nueva Orleans    | Estados Unidos    | Municipal Auditorium                       |
| 10 de enero de 1993      | Alabama          | Estados Unidos    | Mobile Civic Center                        |
| 11 de enero de 1993      | Jacksonville     | Estados Unidos    | Civic Auditorium                           |
| 13 de enero de 1993      | Asheville        | Estados Unidos    | Civic Center                               |
| 14 de enero de 1993      | Charlotte        | Estados Unidos    | Grady Cole Center                          |
| 15 de enero de 1993      | Nashville        | Estados Unidos    | Nashville Municipal Auditorium             |
| 16 de enero de 1993      | Bristol          | Estados Unidos    | Viking Hall                                |
| 18 de enero de 1993      | Allentown        | Estados Unidos    | Ag Hall                                    |
| 19 de enero de 1993      | Towson           | Estados Unidos    | Towson Center Arena                        |
| 21 de enero de 1993      | Red Bank         | Estados Unidos    | Count Basie Theatre                        |
| 22 de enero de 1993      | Albany           | Estados Unidos    | Knickerbocker Arena                        |
| 23 de enero de 1993      | New Haven        | Estados Unidos    | New Haven Veterans Memorial Coliseum       |
| 25 de enero de 1993      | Pittsburgh       | Estados Unidos    | Civic Arena                                |
| 26 de enero de 1993      | Huntington       | Estados Unidos    | Huntington Civic Center                    |
| 27 de enero de 1993      | Battle Creek     | Estados Unidos    | Kellogg Arena                              |
| 28 de enero de 1993      | Indianápolis     | Estados Unidos    | West Pavilion                              |
| 29 de enero de 1993      | Louisville       | Estados Unidos    | Louisville Gardens                         |
| 30 de enero de 1993      | Davenport        | Estados Unidos    | Palmer Auditorium                          |
| 1 de febrero de 1993     | Milwaukee        | Estados Unidos    | Riverside Theater                          |
| 2 de febrero de 1993     | Illinois         | Estados Unidos    | Braden Auditorium                          |
| 4 de febrero de 1993     | St. Louis        | Estados Unidos    | American Theater                           |
| 5 de febrero de 1993     | Kansas City      | Estados Unidos    | Memorial Hall                              |
| 6 de febrero de 1993     | Springfield      | Estados Unidos    | Shrine Mosque                              |
| 7 de febrero de 1993     | Wichita          | Estados Unidos    | Cotillion Ballroom                         |
| 9 de febrero de 1993     | Omaha            | Estados Unidos    | Music Hall                                 |
| 10 de febrero de 1993    | Fargo            | Estados Unidos    | Civic Memorial Auditorium                  |
| 12 de febrero de 1993    | Winnipeg         | Canadá            | Winnipeg Convention Centre                 |
| 14 de febrero de 1993    | Edmonton         | Canadá            | Edmonton Convention Centre                 |
| 15 de febrero de 1993    | Calgary          | Canadá            | Max Bell Centre                            |
| 17 de febrero de 1993    | Eugene           | Estados Unidos    | Hult Center for the Performing Arts        |
| Europa                   |                  |                   |                                            |
| 3 de junio de 1993       | Nottingham       | Inglaterra        | Rock City                                  |
| 5 de junio de 1993       | Milton Keynes    | Inglaterra        | Milton Keynes National Bowl                |
| 6 de junio de 1993       | Lund             | Suecia            | Mejerietfestivalen                         |
| 8 de junio de 1993       | Bratislava       | Eslovaquia        | Inter Bratislava Stadium                   |
| 9 de junio de 1993       | Budapest         | Hungría           | MTK Stadion                                |
| 12 de junio de 1993      | Róterdam         | Países Bajos      | Feijenoord Stadion                         |
| Norteamérica             |                  |                   |                                            |
| 18 de junio de 1993      | Nueva York       | Estados Unidos    | The Ritz                                   |
| Europa                   |                  |                   |                                            |
| 22 de junio de 1993      | Turin            | Italia            | Stadio delle Alpi                          |
| Norteamérica             |                  |                   |                                            |
| 26 de junio de 1993      | Tinley Park      | Estados Unidos    | World Music Theatre                        |
| 27 de junio de 1993      | Evansville       | Estados Unidos    | Roberts Municipal Stadium                  |
| 28 de junio de 1993      | Maryland Heights | Estados Unidos    | Riverport Amphitheatre                     |
| 29 de junio de 1993      | Bonner Springs   | Estados Unidos    | Sandstone Amphitheater                     |
| 1 de julio de 1993       | Clarkston        | Estados Unidos    | Pine Knob Music Theatre                    |
| 2 de julio de 1993       | Cleveland        | Estados Unidos    | Public Auditorium                          |
| 3 de julio de 1993       | Dayton           | Estados Unidos    | Hara Arena                                 |
| 4 de julio de 1993       | East Troy        | Estados Unidos    | Alpine Valley Music Theatre                |
| 14 de julio de 1993      | Birmingham       | Estados Unidos    | Birmingham-Jefferson Civic Center Coliseum |
| 15 de julio de 1993      | Biloxi           | Estados Unidos    | Mississippi Coast Coliseum                 |
| 17 de julio de 1993      | The Woodlands    | Estados Unidos    | Cynthia Woods Mitchell Pavilion            |
| 18 de julio de 1993      | Dallas           | Estados Unidos    | Coca-Cola Starplex                         |
| 19 de julio de 1993      | The Woodlands    | Estados Unidos    | Cynthia Woods Mitchell Pavilion            |

## Canciones tocadas en la gira
De  Peace Sells... But Who's Buying?:
- "Wake Up Dead"
- "The Conjuring"
- "Peace Sells"

De  So Far, So Good... So What!:
- "In My Darkest Hour"
- "Hook In Mouth"
- "Liar"
- "Anarchy in the U.K."

De  Rust In Peace:
- "Holy Wars The Punishment Due"
- "Hangar 18"
- "Lucretia"
- "Tornado of Souls"

De  Countdown To Extinction:
- "Skin o' My Teeth"
- "Foreclosure of a Dream"
- "High Speed Dirt"
- "Countdown to Extinction"
- "Sweating Bullets"
- "Ashes in Your Mouth"
- "Symphony of Destruction"

## Personal
- Dave Mustaine: Voz y guitarra.
- Marty Friedman: Guitarra.
- David Ellefson: Bajo y coros.
- Nick Menza: Batería.

## Páginas externas
- Wed Oficial

- Datos: Q54318719